# Synagoga Arona Rokmana i Dawida Epsztejna w Łodzi
Synagoga Arona Rokmana i Dawida Epsztejna w Łodzi – prywatny dom modlitwy znajdujący się w Łodzi przy ulicy Wschodniej 41.
Synagoga została zbudowana w 1891 roku z inicjatywy Arona Rokmana i Dawida Epsztejna. Podczas II wojny światowej hitlerowcy zdewastowali synagogę.